# Anatol z Laodycei
Anatol z Laodycei, Święty Anatol (ur. na początku III wieku, zm. ok. 282) – biskup Laodycei (Latakia) w latach ok. 268-282, Ojciec Kościoła i święty  katolicki.
Anatol pochodził z Aleksandrii. Zajmował się naukami humanistycznymi i filozofią w duchu Arystotelesa. Był nauczycielem filozofa Jamblicha.
Napisał kilka traktatów dotyczących święta Paschy, a także dzieła z zakresu chronometrii i matematyki. Z tego ostatniego powodu bywa uznawany za patrona matematyków. Biskupem Laodycei został w roku 268, po śmierci Euzebiusza.
Jego wspomnienie liturgiczne w Kościele katolickim obchodzone jest 3 lipca.